# LA POEM
LA POEM（韓語：라포엠）是DRAMA HOUSE STUDIO旗下的一支由4名成員組成的韓國男性跨界組合。 該團體由You Chaehoon，Choi Sunghoon，Jeong Minseong和Park Kihun組成。團體為 Phantom Singer3( 幻影歌手3)的優勝組合。於2020年7月3日正式出道，他們於2020年12月2日發行了第一張迷你專輯<Scene＃1>。

## 團體資料
團隊名稱「라포엠 (LA POEM)」。這個名字是由法語中表示波希米亞的「La Bohème」和英語中表示詩的「Poem」組合而成，表達了他們作為自由藝術家，希望創作出像一首詩一樣，能夠留在許多人心中的音樂的抱負。
團隊的問候方式是根據成員的順序，用右手在空中像寫詩一樣寫下「라」，然後向右伸出右手。在寫字的同時，伸出右手向右展開，同時說出「포엠 입니다」（我們是LA POEM）的口號。
粉絲名稱為라뷰 (LaView)，在2020年10月21日開設了LA POEM廣播，正式確定了粉絲名稱。

## 成員資料
| 劉蔡勛 | 유채훈 | You Chae Hoon   | 劉蔡勛 | 유채훈 | You Chae Hoon   | 1988年10月16日 · | 隊長、男高音 |
| 崔成勛 | 최성훈 | Choi Sunghoon   | 崔成勛 | 최성훈 | Choi Sunghoon   | 1989年5月5日 ·   | 假聲男高音   |
| 鄭敏星 | 정민성 | Jeong Min Seong | 鄭敏星 | 정민성 | Jeong Min Seong | 1991年9月26日 ·  | 男中音       |
| 朴基勛 | 박기훈 | Park Ki Hun     | 朴基勛 | 박기훈 | Park Ki Hun     | 1994年12月16日 · | 男高音、忙內 |

## 發展歷程

### 出道前
La Poem 由四位受過古典音樂訓練的歌手組成：兩位男高音劉蔡勛和朴基勛，一位男中音鄭敏星， 還有一位假聲男高音崔成勛， 
兩個男高音有不同的聲樂類型，劉蔡勛被認為是Tenore di grazia，朴基勛被認為是Spinto，事實上假聲男高音 崔成勛 的音域相當於女歌手的音域，與典型的男聲四重奏相比，為他們的演唱增添了獨特的風味。
每位成員都在高中和大學學習過聲樂，有著相似的訓練背景成員的古典背景為他們提供了更多表演歌劇歌曲的機會。
劉蔡勛去了韓國首爾的漢陽大學，繼位於家鄉韓國浦項的浦項高中藝術學院之後，他努力進軍流行音樂市場，而不是古典音樂劇院，大學畢業後他繼續在多個舞台上唱歌，並加入了Operatic pop團體Awesome和Ekklesia 。
2021年8月13日，Culture Concert Nanjang宣佈劉將擔任第九任主持人。 
基勛繼家鄉韓國釜山的釜山藝術高中之後，前往韓國首爾的首爾國立大學，在校期間就曾在國內外多項比賽中獲得多項獎項，特別是在2016年舉辦的第51屆[圖盧茲國際歌唱比賽中榮獲DeuxiemeGrand Prix（即亞軍），基勛當時只有二十一歲，朴基勛是 La Poem 最年輕的成員，他介紹自己為 bulgot男高音，因為他火熱的嗓音象徵著火。
鄭敏星繼韓國仁川藝術高中之後，前往韓國首爾的延世大學比賽，在《Phantom Singer 3》預選時，他剛在德國福克旺根藝術大學開始更高級的歌唱訓練，他全力以赴，並被選為三十六名參賽者之一。 他原本想在參加韓國錄製的節目時請假。 由於學校不允許，他決定退學返回韓國參加比賽。
崔成勛繼位於韓國大邱的慶北藝術高中之後，前往韓國首爾的韓國國立藝術大學， 他在巴黎城市音樂學院繼續學習兩年，隨後在凡爾賽巴洛克音樂中心繼續學習聲樂，隨後他移居瑞士並在日內瓦音樂大學取得碩士學位。

## 音樂作品

### 迷你專輯
| 專輯 | 專輯資料                                                                                 | 曲目 |
| 1st  | 《Scene＃1》 - 發行日期： 2020年12月2日 - 語言：韓語 - 銷量：33,871                      | 曲目 1. Amigos Para Siempre 2. 신월(新月) 3. 눈 부신밤(閃耀的夜) 4. 초우(草雨) 5. Fantasy 6. La Tempesta 7. Dear My Dear 8. O Holy Night(Hidden Track) |
| 2nd  | 《Eclipse (Trilogy III. Vincere》 - 發行日期： 2021年12月7日 - 語言：韓語 - 銷量：17,857 | 曲目 1. Amigos Para Siempre 2. Waltz in Storm 3. Half Moon 4. Oasis 5. Love Serenade 6. Sunshine 7. Full Moon                                          |
| 3rd  | 《The Alchemist》 - 發行日期： 2023年3月8日 - 語言：韓語 - 銷量：26,547                  | 曲目 1. Fine The Light 2. The Fire 3. 닻 (Anchor) 4. We'll stay 5. Blast                                                                               |

### 單曲
| 單曲 | 單曲資料                                                         | 曲目                                  |
| 1st  | 《TrilogyⅠ. Dolore》 - 發行日期： 2021年6月23日 - 語言：韓語     | 曲目 1. Waltz In Storm 2. 언월 (偃月) |
| 2nd  | 《TrilogyⅡ. Speranza》 - 發行日期： 2021年9月15日 - 語言：韓語   | 曲目 1. OASIS 2. 사랑의 노래          |
| 3rd  | 《Trilogy III. Vincere》 - 發行日期： 2021年12月7日 - 語言：韓語 | 曲目 1. Sunshine 2. 만월 (滿月)       |
| 4th  | 《THE WAR》 - 發行日期： 2022年9月26日 - 語言：韓語              | 曲目 1. THE WAR 2. Sunshine           |

### 特別專輯
| 專輯 | 專輯資料                                                       | 曲目                                                                                    |
| 1st  | 《Eclipse - Trilogy》 - 發行日期： 2021年12月22日 - 語言：韓語 | 曲目 1. Waltz In Storm 2. 언월 (偃月) 3. OASIS 4. 사랑의 노래 5. Sunshine 6. 만월(滿月) |

## 音樂錄影帶
| 日期           | 歌名                                  | 歌手    | 影音   | 備註          |
| 2020年         | 2020年                                | 2020年  | 2020年 | 2020年        |
| -------------- | ------------------------------------- | ------- | ------ | ------------- |
| 2020年12月2日  | 눈부신 밤 （页面存档备份，存于）      | LA POEM | MV     |               |
| 2020年12月7日  | 신월(新月) （页面存档备份，存于）     | LA POEM | MV     |               |
| 2020年12月12日 | La Tempesta （页面存档备份，存于）    | LA POEM | MV     |               |
| 2020年12月15日 | Dear My Dear （页面存档备份，存于）   | LA POEM | MV     |               |
| 2021年         |                                       |         |        |               |
| 2021年6月23日  | Waltz In Storm （页面存档备份，存于） | LA POEM | MV     | [ 25 ] [ 26 ] |
| 2021年9月15日  | OASIS （页面存档备份，存于）          | LA POEM | MV     | [ 27 ] [ 28 ] |
| 2021年12月7日  | Sunshine （页面存档备份，存于）       | LA POEM | MV     | [ 29 ] [ 30 ] |
| 2022年         |                                       |         |        |               |
| 2022年9月26日  | THE WAR （页面存档备份，存于）        | LA POEM | MV     |               |
| 2023年         |                                       |         |        |               |
| 2023年3月8日   | The Fire （页面存档备份，存于）       | LA POEM | MV     |               |